# Dapčevićki Brđani
Dapčevićki Brđani is een plaats in de gemeente Grubišno Polje in de Kroatische provincie Bjelovar-Bilogora. De plaats telt 107 inwoners (2001).